# Julie Walters

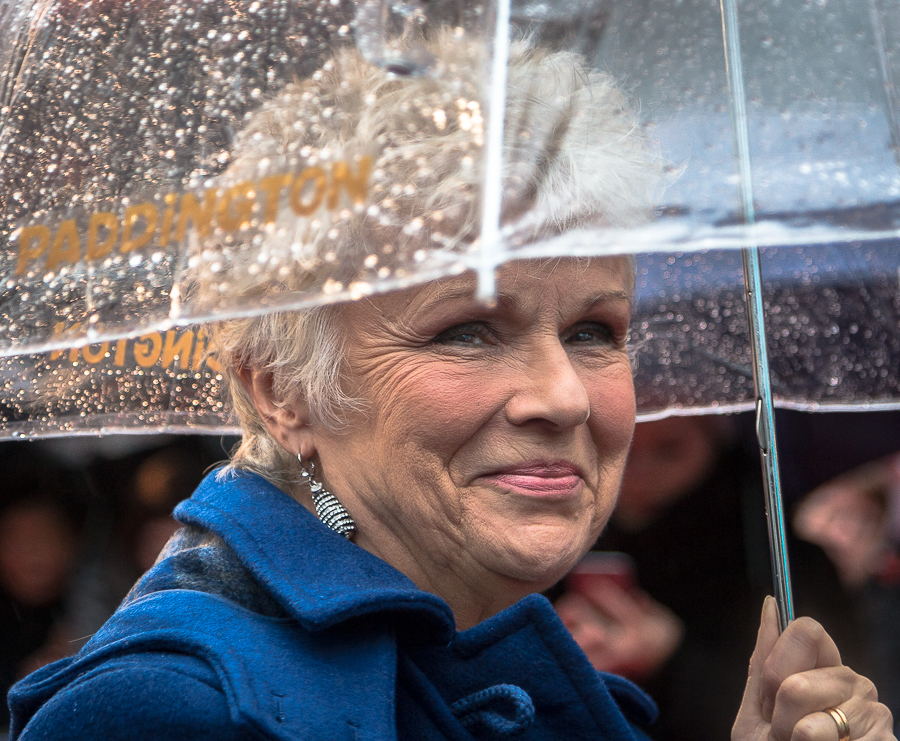
Julie Walters bei der Filmpremiere von Paddington (2014)

Dame Julia „Julie“ Mary Walters DBE (* 22. Februar 1950 in Smethwick, West Midlands, England) ist eine britische Schauspielerin. Walters spielt oft in Komödien, unter ihren Filmen finden sich aber auch zahlreiche Charakterrollen. Sie gilt als eine der beliebtesten Schauspielerinnen Großbritanniens.

## Leben und Karriere
Julie Walters wuchs in Staffordshire in England auf. Ihr Vater war ein Handwerker und Dekorateur. Ihre Mutter arbeitete als Bürogehilfin. Zunächst arbeitete sie 3 Jahre als Krankenschwester, bevor sie an der Manchester Metropolitan University (damals: Manchester Polytechnic) Theater und Englisch studierte. Anschließend sammelte sie erste Bühnenerfahrung am Liverpooler Everyman Theatre.
Erste Erfolge feierte Walters ab 1982 an der Seite von Comedian Victoria Wood in der Fernsehserie Wood and Walters. Nach dem Buch von Wood entstand 1986 auch die Persiflage Acorn Antiques, in der Walters als „Mrs. Overall“ eine ihrer bekanntesten Fernsehrollen spielte.
Ihre erste ernste Rolle im Fernsehen spielte sie 1980 in der mehrfach ausgezeichneten Serie Boys from the Blackstuff. Auf der Filmleinwand gelang Walters der Durchbruch 1983 mit der Hauptrolle in Rita will es endlich wissen. An der Seite von Michael Caine spielte sie eine junge Friseurin, die sich an der Offenen Universität einschreibt, um ihren Abschluss nachzuholen. Für diese Darstellung wurde sie 1984 mit einem Golden Globe sowie einem BAFTA-Award als „Beste Schauspielerin“ ausgezeichnet und für einen Oscar nominiert. Ihre Leistung in Personal Service (1987) wurde mit einer BAFTA-Nominierung gewürdigt.
2001 verlieh man ihr den Laurence-Olivier-Award für ihre Rolle in Arthur Millers Alle meine Söhne. Ebenfalls 2001 gewann sie ihren zweiten BAFTA-Award für ihre Nebenrolle als Ballettlehrerin in Stephen Daldrys Billy Elliot (2000). Für diese Rolle erhielt sie auch ihre zweite Oscar-Nominierung.
Dem jungen Publikum ist die Schauspielerin vor allem als Molly Weasley in den Verfilmungen von Harry Potter und der Stein der Weisen (2001), Harry Potter und die Kammer des Schreckens (2002), Harry Potter und der Gefangene von Askaban (2004), Harry Potter und der Orden des Phönix (2007), Harry Potter und der Halbblutprinz (2009), Harry Potter und die Heiligtümer des Todes: Teil 1 (2010) und Harry Potter und die Heiligtümer des Todes: Teil 2 bekannt.
In der Verfilmung des ABBA-Musicals Mamma Mia! aus dem Jahr 2008 spielt, singt und tanzt sie an der Seite von Meryl Streep und Christine Baranski in der Rolle der Rosie. Für ihre Verdienste um das britische Theater wurde Julie Walters 1999 als Officer in den Orden Order of the British Empire aufgenommen. Im Jahr 2008 rückte sie hier zum „Commander“ auf, 2017 wurde sie „Dame Commander“ und damit geadelt.
Im Oktober 2008 veröffentlichte Walters ihre Autobiografie, in der sie unter anderem von sexuellem Missbrauch im Kindesalter berichtet.
2021 wurde sie für das Lied Angel Eyes sowie 2024 für die Lieder I’ve Been Waiting For You und Super Trouper im Vereinigten Königreich mit jeweils einer Silbernen Schallplatte ausgezeichnet. 
Seit 1997 ist sie mit Grant Roffey verheiratet, mit dem sie eine Tochter hat.

## Filmografie (Auswahl)
- 1983: Rita will es endlich wissen (Educating Rita)
- 1985: Das geheime Tagebuch des Adrian Mole
- 1987: Personal Service
- 1988: Buster
- 1991: Stepping Out
- 1993: Wide-Eyed and Legless
- 1993  Just like a woman
- 1994: Sister My Sister
- 1998: Frontline – Zwischen den Fronten (Titanic Town)
- 2000: Billy Elliot – I Will Dance (Billy Elliot)
- 2000: Lover’s Prayer (All Forgotten)
- 2001: Harry Potter und der Stein der Weisen (Harry Potter and the Philosopher’s Stone)
- 2002: Harry Potter und die Kammer des Schreckens (Harry Potter and the Chamber of Secrets)
- 2003: Kalender Girls (Calendar Girls)
- 2004: Harry Potter und der Gefangene von Askaban (Harry Potter and the Prisoner of Azkaban)
- 2004: Mickybo & ich (Mickybo and Me)
- 2005: Wah-Wah
- 2006: Driving Lessons – Mit Vollgas ins Leben (Driving Lessons)
- 2007: Geliebte Jane (Becoming Jane)
- 2007: Harry Potter und der Orden des Phönix (Harry Potter and the Order of the Phoenix)
- 2008: Mamma Mia!
- 2009: Harry Potter und der Halbblutprinz (Harry Potter and the Half-Blood Prince)
- 2010: Harry Potter und die Heiligtümer des Todes – Teil 1 (Harry Potter and the Deathly Hallows: Part 1)
- 2011: Gnomeo und Julia (Gnomeo and Juliet) (Stimme)
- 2011: Harry Potter und die Heiligtümer des Todes – Teil 2 (Harry Potter and the Deathly Hallows: Part 2)
- 2012: Henry IV (Fernsehmehrteiler)
- 2013: One Chance – Einmal im Leben (One Chance)
- 2014: Effie Gray
- 2014: Paddington
- 2015: Brooklyn – Eine Liebe zwischen zwei Welten (Brooklyn)
- 2015: Very British Problems
- 2016–2017: Indischer Sommer (Indian Summers, Fernsehserie, 20 Folgen)
- 2017: Film Stars Don’t Die in Liverpool
- 2017: Paddington 2
- 2018: Mamma Mia! Here We Go Again
- 2018: Mary Poppins’ Rückkehr (Mary Poppins Returns)
- 2018: Wild Rose
- 2019: Royal Corgi – Der Liebling der Queen (The Queen's Corgi) (Stimme)
- 2020: Der geheime Garten (The Secret Garden)
- 2024: Paddington in Peru

## Theatrografie (Auswahl)
- 2000: All my Sons (Arthur Miller): Katie Keller, Royal National Theatre, London[5]
- 2005: Acorn Antiques: The Musical (Victoria Wood): Mrs Overall, Theatre Royal Haymarket, London[6]
- 2012: The Last of the Haussmanns (Stephen Beresford): Lyttelton Theatre, London[7]

## Auszeichnungen (Auswahl)
Staatliche Ehrungen
- 1999: Ernennung zum Officer des Order of the British Empire (Namenszusatz „OBE“)
- 2008: Ernennung zum Commander des Order of the British Empire (Namenszusatz „CBE“)
- 2017: Ernennung zur Dame Commander des Order of the British Empire (Namenszusatz „DBE“, Erhebung in den Adelsstand, Anrede „Dame“)

Laurence Olivier Award
- 2001: Beste Darstellerin für Alle meine Söhne – gewonnen

Academy Award (Oscar)
- 1984: Beste Hauptdarstellerin für Rita will es endlich wissen – nominiert
- 2001: Beste Nebendarstellerin für Billy Elliot: I Will Dance – nominiert

BAFTA-Award
- 1984: Beste Hauptdarstellerin für Rita will es endlich wissen – gewonnen
- 1987: für Personal Service – nominiert
- 2001: Beste Nebendarstellerin für Billy Elliot: I Will Dance – gewonnen
- 2015: für Brooklyn – nominiert

Golden Globe Award
- 1984: Beste Hauptdarstellerin (Komödie) für Rita will es endlich wissen – gewonnen
- 2001: Beste Nebendarstellerin für Billy Elliot: I Will Dance – nominiert

International Emmy Award
- 2009: Beste Schauspielerin für A short stay in Switzerland – gewonnen
- 2011: Beste Schauspielerin für Mo – gewonnen